# Cecily Adams
Cecily Adams (New York, 6 febbraio 1958 – Los Angeles, 3 marzo 2004) è stata un'attrice televisiva statunitense.

## Biografia
Figlia dell'attore Don Adams, dal 1989 fu sposata con l'attore e drammaturgo Jim Beaver, dal quale nel 2001 ebbe una figlia. Morì a 46 anni a causa di un carcinoma del polmone.

## Filmografia televisiva parziale
- Just Shoot Me!
- Star Trek: Deep Space Nine
- Murder One
- Cinque in famiglia (Party of Five)
- Total Recall 2070
- Murphy Brown
- Quell'uragano di papà (Home Improvement)
- Melrose Place
- Un giustiziere a New York (The Equalizer)
- Il supermercato più pazzo del mondo (Check It Out)
- Quincy (Quincy, M.E.)
- Simon & Simon